# Diecezja murskosobocka
Diecezja murskosobocka (łac. Dioecesis Sobotensis, słoweń. Škofija Murska Sobota) – katolicka diecezja słoweńska położona we wschodniej części kraju. Siedziba biskupa znajduje się w katedrze św. Mikołaja w Murskiej Sobocie.

## Historia
Diecezja murskosobocka została utworzona 7 kwietnia 2006 r. przez papieża Benedykta XVI na mocy konstytucji apostolskiej Sacrorum Antistites, z wydzielenia części parafii z diecezji mariborskiej, podniesionej do rangi archidiecezji i metropolii.

## Biskupi
- ordynariusz – Janez Kozinc (nominat)

## Podział administracyjny
Diecezja murskoborska składa się z 3 dekanatów, które podzielone są na 36 parafii.
| L.p. | Dekanat       | Dziekan             | Prodziekan               | Liczba parafii |
| ---- | ------------- | ------------------- | ------------------------ | -------------- |
| 1.   | Lendava       | ks. Lojze Kozar ml. | ks. Stanislav Zver       | 11             |
| 2.   | Ljutomer      | ks. Andrej Zrim     | ks. Anton Hribernik, SDB | 11             |
| 3.   | Murska Sobota | ks. Ivan Kranjec    | ks. Goran Kuhar          | 14             |